# Ken Houston (hockey sur glace)
Pour les articles homonymes, voir Ken Houston.
Ken Lyle Houston (né le 15 septembre 1953 à Dresden en Ontario au Canada et mort le 10 mars 2018 à Chatham-Kent) est un joueur professionnel canadien de hockey sur glace.

## Biographie
Ken Houston, défenseur, fut repêché par les Flames d'Atlanta 85e au total du repêchage amateur de la LNH 1973; la même année, il fut choisi 56e au total par les Oilers de l'Alberta lors du repêchage amateur de l'AMH 1973. Comme la plupart des jeunes joueurs, Houston choisit la beaucoup plus prestigieuse Ligue nationale de hockey et passa sept saisons chez les Flames, dont deux après que la franchise eut été relocalisée à Calgary. Il fut cédé aux Capitals de Washington au terme de la saison 1981-1982.
Ken Houston joua pour les Capitals jusqu'en octobre 1983, année où il passa, en compagnie de Brian Engblom, aux Kings de Los Angeles dans l'échange qui amena Larry Murphy à Washington. Il prit sa retraite au terme de la saison 1983-1984.
Il meurt d'un cancer le 10 mars 2018 à l'âge de 64 ans.

## Statistiques
| Saison     | Équipe                       | Ligue      |     | Saison régulière | Saison régulière | Saison régulière | Saison régulière | Saison régulière |    | Séries éliminatoires | Séries éliminatoires | Séries éliminatoires | Séries éliminatoires | Séries éliminatoires |
| Saison     | Équipe                       | Ligue      | PJ  | B                | A                | Pts              | Pun              | PJ               | B  | A                    | Pts                  | Pun                  |                      |                      |
| 1972-1973  | Chatham Maroons              | SOJHL      |     |                  |                  |                  |                  |                  |    |                      |                      |                      |                      |                      |
| 1973-1974  | Knights d'Omaha              | LCH        | 71  | 8                | 22               | 30               | 144              | 5                | 1  | 1                    | 2                    | 6                    |                      |                      |
| 1974-1975  | Knights d'Omaha              | LCH        | 78  | 9                | 32               | 41               | 158              | 6                | 1  | 7                    | 8                    | 8                    |                      |                      |
| 1975-1976  | Voyageurs de Nouvelle-Écosse | LAH        | 27  | 14               | 15               | 29               | 56               | --               | -- | --                   | --                   | --                   |                      |                      |
| 1975-1976  | Flames d'Atlanta             | LNH        | 38  | 5                | 6                | 11               | 11               | 2                | 0  | 0                    | 0                    | 0                    |                      |                      |
| 1976-1977  | Flames d'Atlanta             | LNH        | 78  | 20               | 24               | 44               | 35               | 3                | 0  | 0                    | 0                    | 4                    |                      |                      |
| 1977-1978  | Flames d'Atlanta             | LNH        | 74  | 22               | 16               | 38               | 51               | 2                | 0  | 0                    | 0                    | 0                    |                      |                      |
| 1978-1979  | Flames d'Atlanta             | LNH        | 80  | 21               | 31               | 52               | 135              | 1                | 0  | 0                    | 0                    | 16                   |                      |                      |
| 1979-1980  | Flames d'Atlanta             | LNH        | 80  | 23               | 31               | 54               | 100              | 4                | 1  | 1                    | 2                    | 10                   |                      |                      |
| 1980-1981  | Flames de Calgary            | LNH        | 42  | 15               | 15               | 30               | 93               | 16               | 7  | 8                    | 15                   | 28                   |                      |                      |
| 1981-1982  | Flames de Calgary            | LNH        | 70  | 22               | 22               | 44               | 91               | 3                | 1  | 0                    | 1                    | 4                    |                      |                      |
| 1982-1983  | Capitals de Washington       | LNH        | 71  | 25               | 14               | 39               | 93               | 4                | 1  | 0                    | 1                    | 4                    |                      |                      |
| 1983-1984  | Capitals de Washington       | LNH        | 4   | 0                | 0                | 0                | 4                | --               | -- | --                   | --                   | --                   |                      |                      |
| 1983-1984  | Kings de Los Angeles         | LNH        | 33  | 8                | 8                | 16               | 11               | --               | -- | --                   | --                   | --                   |                      |                      |
| Totaux LNH | Totaux LNH                   | Totaux LNH | 570 | 161              | 167              | 328              | 624              | 35               | 10 | 9                    | 19                   | 66                   |                      |                      |